# Alper Akıcı
Mehmet Alper Akıcı (* 26. April 1977 in Gaziantep) ist ein ehemaliger türkischer Fußballspieler.

## Karriere

### Verein
Akıcı begann mit dem Profifußball 1995 beim Drittligisten seiner Heimatstadt Gaziantep, bei Gaziantep Büyükşehir Belediyespor. Hier eroberte er sich auf Anhieb einen Stammplatz. Bei diesem Verein, der sich im Sommer 1996 in Büyükşehir Belediye Gaskispor (kurz BB Gaskispor) umbenannte, spielte er bis in den Sommer 1998 und wurde dann an den Erstligisten seiner Heimatstadt, an Gaziantepspor, abgegeben. Von diesem Verein, der wie Gaskispor von der Stadtverwaltung gestützt wurde, wurde er für die Dauer einer Spielzeit wieder an BB Gaskispor ausgeliehen.
Zur Saison 1999/00 wechselte er zu Gaziantep Büyükşehir Belediyespor. Dieser Verein entstand im Sommer 1999 dadurch, dass der Zweitligist Gaziantep Sankspor seine Wettbewerbsrechte an Gaziantep Büyükşehir Belediyespor übergab, dem Betriebssportverein der Stadtverwaltung von Gaziantep. Akıcı spielte bei diesem Verein nur eine Saison und kehrte im Sommer 2000 zu Gaziantepspor zurück. Hier wurde er vom Cheftrainer Sakıp Özberk in drei Ligaspielen eingesetzt und beendete die Saison mit seinem Team auf dem dritten Tabellenplatz. Nachdem er von Özberks Nachfolgern in der Hinrunde der Saison 2001/02 in nur zwei Spielen eingesetzt worden war, lieh ihn sein Verein für die Rückrunde an Denizlispor aus. Damit folgte er früheren Trainer Sakıp Özberk und wurde von diesem in 15 Ligaspielen eingesetzt. Im Sommer 2002 zu Gaziantepspor zurückgekehrt, stieg er auch hier zum Stammspieler auf und wurde zu einem der Shootingstars der Saison 2002/03. So wurde er auch für die zweite Auswahl der Türkischen Nationalmannschaft nominiert.
Seine Leistungen der letzten eineinhalb Spielzeiten führte dazu, dass Akıcı im Sommer 2003 von Fenerbahçe Istanbul mit einer Kaufoption für die Saison 2003/04 ausgeliehen wurde. Hier wurde er bis zur Winterpause vom Cheftrainer Christoph Daum kaum eingesetzt und deswegen zur Rückrunde zu Gaziantepspor zurückgeschickt. Dieser Verein verkaufte Akıcı an den Ligarivalen Çaykur Rizespor. Nach kurzen Gastspielen für Kayserispor und Konyaspor, wurde er im Sommer 2005 von Samsunspor verpflichtet.
Zur Saison 200 wechselte Akıcı zum Zweitligisten Malatyaspor und spielte hier die nächsten dreieinhalb Spielzeiten lang. Nachdem er die Rückrunde der Saison 2009/10 bei Karsspor verbracht hatte, beendete er im Sommer 2010 seine Karriere.

### Nationalmannschaft
2003 wurde Akıcı einmal in das Aufgebot der zweiten Auswahl der Türkischen Nationalmannschaft, der A-2-Auswahl, berufen. Bei dieser Berufung saß Akıcı allerdings nur auf der Ersatzbank.

## Erfolge
Mit Gaziantepspor
- Tabellendritter der Süper Lig: 2000/01